# Athens Trophy 1988
L'Athens Trophy 1988 è stato un torneo di tennis giocato sulla terra rossa. È stata la 3ª edizione del torneo, che fa parte della categoria Tier V nell'ambito del WTA Tour 1988. Si è giocato ad Atene in Grecia, dall'1 al 7 agosto 1988.

## Campionesse

### Singolare
Isabel Cueto ha battuto in finale  Laura Golarsa con il punteggio di 6–0, 6–1

### Doppio
Sabrina Goleš /  Judith Wiesner hanno battuto in finale  Silke Frankl /  Sabine Hack con il punteggio di 7–5, 6–0